# Parti politique réformé
Le Parti politique réformé (en néerlandais : Staatkundig Gereformeerde Partij, abrégé en SGP) est un parti politique néerlandais protestant traditionaliste. Le terme « réformé » ne se réfère pas à la réforme politique, il s'agit ici d'un synonyme de calvinisme. Après avoir fait partie du groupe parlementaire eurosceptique Europe libertés démocratie au Parlement européen, il rejoint le groupe des Conservateurs et réformistes européens en juin 2014.
Il est réputé pour être le parti le plus stable des Pays-Bas : depuis 1925 et sans exception, le SGP remporte entre deux et trois mandats de représentants à la Seconde Chambre des États généraux. Depuis 2023, il est dirigé par Chris Stoffer.

## Histoire
Le parti est créé en 1918 sous l'impulsion du pasteur Gerrit Hendrik Kersten. Depuis 1922 jusqu'à aujourd'hui, le SGP est représenté sans discontinuer à la Seconde Chambre des États généraux (Tweede Kamer van de Staten-Generaal), d'abord avec un représentant et depuis 1925 avec deux ou trois. Il est le seul des partis néerlandais créés avant la Seconde Guerre mondiale qui existe encore sous sa dénomination d'origine à ce jour. 
Dans les années 1920, il propose à chaque débat annuel sur le budget la suppression de la nonciature apostolique aux Pays-Bas (en). Un autre parti protestant, pourtant allié au parti catholique au sein du gouvernement, vote en faveur de cette proposition, sans qu'elle aboutisse, jusqu'au 11 novembre 1925 où, dans le but de faire tomber la coalition gouvernementale, les libéraux et les sociaux-démocrates l'appuient, provoquant effectivement cette chute. Cet événement est dénommé par les historiens la « nuit de Kersten (nl) ».
Pendant la Seconde Guerre mondiale, Kersten dénonce la résistance contre les nazis, sous prétexte qu'ils avaient été envoyés par Dieu en punition pour la désacralisation du dimanche. En 1941, il refuse également de signer une protestation de l'assemblée des églises néerlandaises contre la persécution des Juifs. Il aurait toutefois aidé la résistance à évacuer des Juifs de Rotterdam vers des refuges en Hollande-Méridionale[réf. nécessaire]. Cet acte humanitaire ne lui est pas crédité à la fin de la guerre et il est déchu de son mandat de parlementaire et du droit de se représenter aux législatives. Il meurt trois ans plus tard, après avoir consacré la fin de sa vie à l'écriture d'ouvrages théologiques.

## Relations avec les autres partis
Lors des discussions pour former une coalition gouvernementale après les élections de 2003, l'Appel chrétien-démocrate (CDA), vainqueur du scrutin, souhaite étendre la coalition à l'Union chrétienne (un parti chrétien plus modéré sur le plan religieux et plutôt progressiste sur le plan socio-économique) et au SGP, mais les libéraux du Parti populaire pour la liberté et la démocratie (VVD) refusent cette option, notamment en raison de la position de ce parti envers les droits des femmes.

## Positions à l'égard des femmes
Si le SGP est historiquement un parti d'hommes, les femmes n'étaient pas interdites et certaines sont membres entre 1984 et 1993, date à laquelle elles sont explicitement interdites d'être membres du parti. Cependant, en 1996, elles peuvent à nouveau revenir dans le parti, en tant que membres associés.
Même l'Union chrétienne (CU) prend ses distances vis-à-vis du SGP : en 2002 les deux partis ne présentent plus de liste unique dans plusieurs communes en raison du refus du SGP d'accepter des femmes. Le SGP connaît des dissensions internes à ce sujet, notamment pendant la préparation des élections municipales de mars 2006, le SGP exigeant une fois de plus des listes sans femmes dans les communes où les deux petits partis protestants ne présentent qu'une seule liste. Un bourgmestre, un échevin et des conseillers municipaux du SGP rendent leur carte du parti pour protester contre cette attitude en décembre 2005. Après ces élections municipales, le chef de file de l'Union chrétienne déclare : « Je constate que dans les communes où nous nous étions associés au SGP nous n’avons pas progressé », alors que dans quelques communes où le SGP avait rompu avec l'Union chrétienne parce qu’elle avait placé une femme sur sa liste, cette dernière avait bel et bien progressé.
Depuis plusieurs années, des plaintes sont déposées contre le SGP par des femmes estimant inconstitutionnelle et contraire aux traités internationaux signés par les Pays-Bas le refus du parti d'admettre des femmes comme membres à part entière et a fortiori de les présenter comme candidates. Le 13 novembre 2003, l'Institut Clara Wichmann, qui a pour objectif l'émancipation de la femme, porte officiellement plainte pour discrimination à l'égard des femmes contre le SGP. L'Institut porte également plainte contre l'État néerlandais, parce que le parti bénéficie d'une subvention publique. 
En septembre 2005, le tribunal de La Haye condamne le SGP sur base de la Convention sur les droits politiques de la femme du 31 mars 1953, précisant dans le jugement que « L'État n'a rien fait pour mettre fin à la discrimination des femmes par le SGP, il l'a au contraire soutenu en lui versant des subventions », le SGP recevant de l'État environ 800 000 euros par an. Le ministre de l'Intérieur fait appel contre cette décision, mais en attendant le jugement en appel il est obligé de mettre fin à la subvention de 800 000 euros par an et ce à partir du 1er janvier 2006.
En septembre 2006, le bourgmestre de Soest, Arie Noordergraaf, affilié au SGP, qui figurait en cinquième position pour les élections législatives, est retiré de la liste de son parti pour avoir affirmé à plusieurs reprises que les femmes devaient pouvoir devenir bourgmestres ou échevins.
Le 5 décembre 2007, le Conseil d'État donne raison au SGP, forçant le gouvernement à verser la subvention (avec effet rétroactif) : « Le Conseil d'État estime que la Convention internationale des femmes ne donne pas aux femmes le droit d'être membre de tous les partis politiques néerlandais. Elle contraint seulement les États à faire en sorte que les femmes puissent participer au processus démocratique. Il y a aux Pays-Bas suffisamment d'autres partis 'du spectre politique' auxquels les femmes peuvent s'inscrire. Le fait que le SGP n'admette pas que des femmes se portent candidates pour le parti ne porte donc pas atteinte au vote passif des femmes aux Pays-Bas. Les femmes qui souhaitent propager la philosophie du SGP peuvent aussi fonder leur propre parti ».
Le 9 avril 2010, la Cour suprême des Pays-Bas (Hoge Raad der Nederlanden) décide, dans le cadre d'un pourvoi en cassation faisant suite à la plainte de 2003, que l'État devait « prendre des mesures pour obliger le SGP à ne pas traiter les femmes différemment des hommes », notamment en ce qui concerne le droit de vote dans les instances internes. Cette décision est fondée sur la Convention sur l'élimination de toutes les formes de discrimination à l'égard des femmes.
En 2013, Lilian Janse devient la première femme à se présenter pour le parti, dans la commune de Flessingue. Pour les élections municipales de 2018, deux femmes sont présentes en position éligible sur les listes du SGP : Lilian Janse à Flessingue et Paula Schot à Amsterdam. En 2023, Astrid Ruissen, agricultrice et mère de deux enfants, est membre des États provinciaux de Zélande.
Les principes du SGP s'opposent cependant toujours à la participation des femmes à la politique. En 2021, la branche des jeunes du parti débat du sujet et est divisée entre les partisans du statu quo et ceux favorables à l'inscription de femmes sur toutes les listes électorales, la direction globale du SGP ne soutenant officiellement aucune des deux idées.

## Principes et point de vue de SGP

### Principes
Selon le SGP, les mots de la Bible doivent être pris au pied de la lettre. Le parti a pour objectif une théocratie, car il croit que Dieu doit conduire le pays.

### Plateforme
En 2021, les principales positions défendues par le SGP sont:
- Réduction de l'écart entre les couples où les deux conjoints travaillent et où un seul des deux conjoints travaille
- Augmentation des allocations familiales et des aides à l'enfance
- Aide financière aux étudiants
- Protection de la culture et des traditions néerlandaises dans l'espace public
- Fin de l'avortement et de l'euthanasie
- Renforcement des relations avec Israël et déplacement de l'ambassade à Jérusalem
- Lutte contre les causes de l'immigration et de l'asile
- Protection des agriculteurs et des pêcheurs
- Accorder aux employés une période d'au moins 24 heures par semaine sans travail (repos dominical)
- Mise en place de congés payés pour le décès des proches et des parents
- Inscription dans la loi de l'objectif de l'OTAN de dépenser au moins 2 % du PIB dans la défense

## Prise de positions

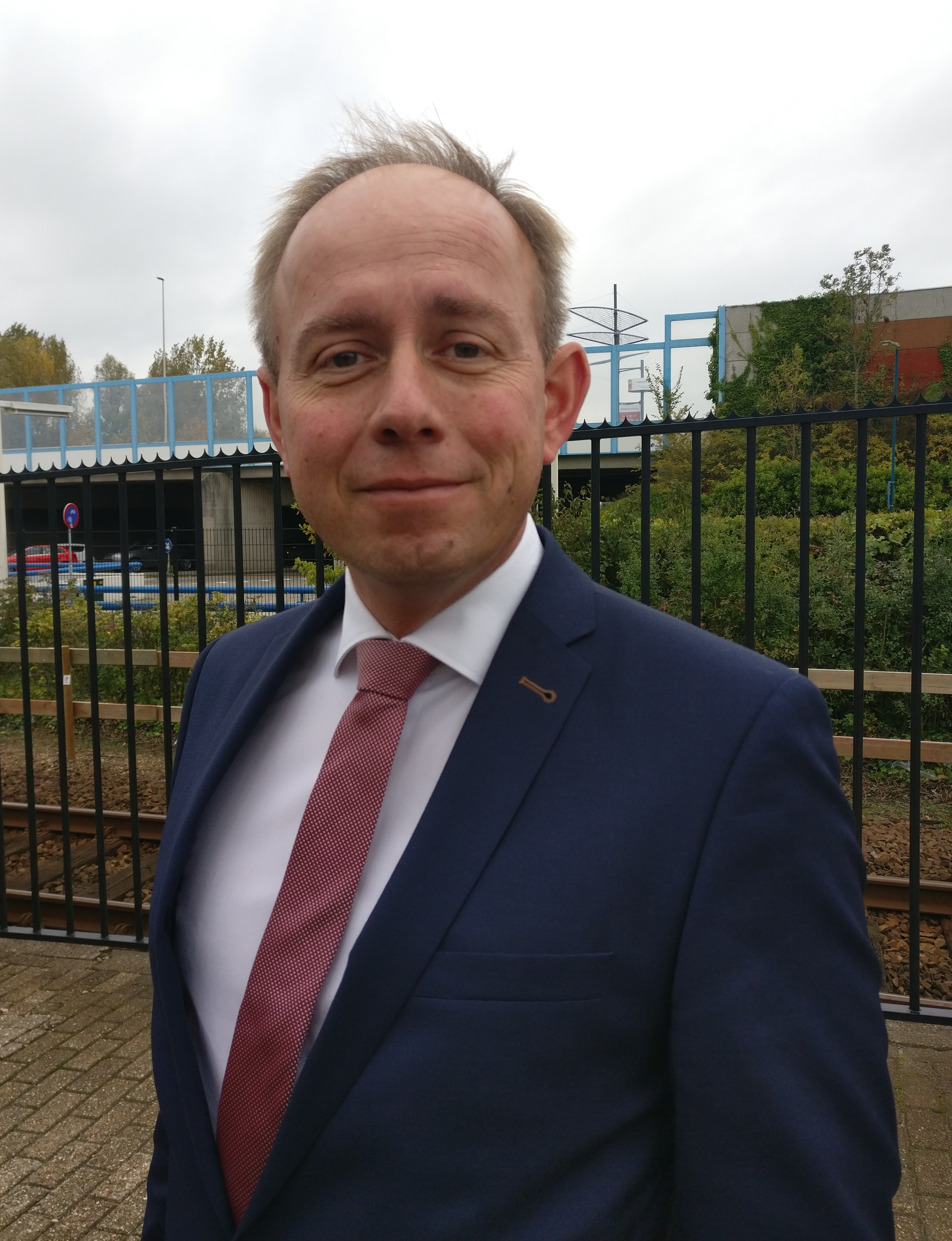
Kees van der Staaij

Lors de la sortie du morceau Kind van de duivel (dont le titre signifie « Enfant du diable ») du rappeur néerlandais Jebroer en collaboration avec Paul Elstak et Dr Phunk, plusieurs personnalités du parti souhaitent interdire le morceau. Le SGP parvient à annuler l'organisation d'un concert de l'artiste dans la commune de Goeree-Overflakkee,,. Jebroer se défend contre l'interdiction de la chanson en disant que le diable est une métaphore et qu'il ne souhaite pas blesser les Chrétiens. 
En 2019, lorsqu'un journaliste demande au chef de file du parti, Kees van der Staaij, comment il réagirait s'il voyait son fils embrasser un autre garçon, ce dernier répond : « Je trouverais très important que je dise d'abord, montre, qu'il est le fils que j'aime beaucoup, quoi qu'il fasse ou comment il le fasse, également ensuite commencer la conversation à ce sujet ».

## Résultats électoraux

### Géographie électorale

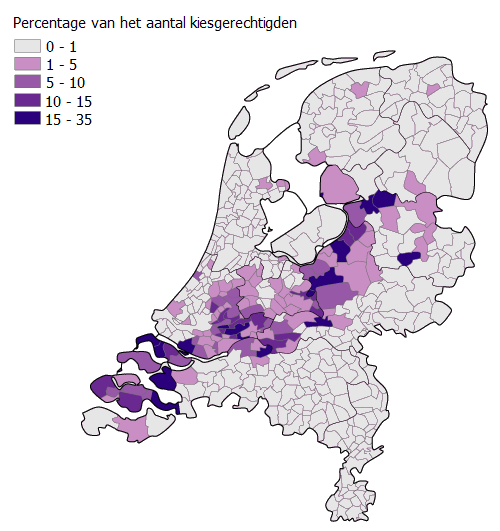
Résultats du SGP aux élections législatives de 2006.

Lors des élections législatives de 2017, le SGP arrive en tête dans plusieurs communes des Pays-Bas, en remportant 56,1 % des voix à Urk, 33,9 % à Staphorst, 33,4 % à Reimerswaal, 31,8 % à Neder-Betuwe, 24,4 % à Tholen, 24,1 % à Nunspeet, 23,6 % à Rijssen-Holten, 23,3 % à Aalburg, 22,5 % à Barneveld, 22 % à Molenwaard, 20,9 % à Zwartewaterland, 20,1 % à Hardinxveld-Giessendam et 15,9 % à Alblasserdam. Toutes ces communes se situent dans la ceinture de la Bible néerlandaise.

### Élections législatives
| Année | Sièges  | Rang | Tête de liste       | Tête de liste |
| ----- | ------- | ---- | ------------------- | ------------- |
| 1922  | 1 / 100 | 9e   | Gerrit Kersten      |               |
| 1925  | 2 / 100 | 8e   | Gerrit Kersten      |               |
| 1929  | 3 / 100 | 7e   | Gerrit Kersten      |               |
| 1933  | 3 / 100 | 8e   | Gerrit Kersten      |               |
| 1937  | 2 / 100 | 10e  | Gerrit Kersten      |               |
| 1946  | 2 / 100 | 7e   | Pieter Zandt        |               |
| 1948  | 2 / 100 | 7e   | Pieter Zandt        |               |
| 1952  | 2 / 100 | 8e   | Pieter Zandt        |               |
| 1956  | 3 / 150 | 7e   | Pieter Zandt        |               |
| 1959  | 3 / 150 | 7e   | Pieter Zandt        |               |
| 1963  | 3 / 150 | 8e   | Cornelis van Dis    |               |
| 1967  | 3 / 150 | 10e  | Cornelis van Dis    |               |
| 1971  | 3 / 150 | 9e   | Hette Abma          |               |
| 1972  | 3 / 150 | 10e  | Hette Abma          |               |
| 1977  | 3 / 150 | 5e   | Hette Abma          |               |
| 1981  | 3 / 150 | 7e   | Henk van Rossum     |               |
| 1982  | 3 / 150 | 6e   | Henk van Rossum     |               |
| 1986  | 3 / 150 | 5e   | Bas van der Vlies   |               |
| 1989  | 3 / 150 | 6e   | Bas van der Vlies   |               |
| 1994  | 2 / 150 | 9e   | Bas van der Vlies   |               |
| 1998  | 3 / 150 | 8e   | Bas van der Vlies   |               |
| 2002  | 2 / 150 | 9e   | Bas van der Vlies   |               |
| 2003  | 2 / 150 | 5e   | Bas van der Vlies   |               |
| 2006  | 2 / 150 | 11e  | Bas van der Vlies   |               |
| 2010  | 2 / 150 | 9e   | Kees van der Staaij |               |
| 2012  | 3 / 150 | 9e   | Kees van der Staaij |               |
| 2017  | 3 / 150 | 11e  | Kees van der Staaij |               |
| 2021  | 3 / 150 | 13e  | Kees van der Staaij |               |
| 2023  | 3 / 150 | 12e  | Chris Stoffer       |               |

### Élections européennes

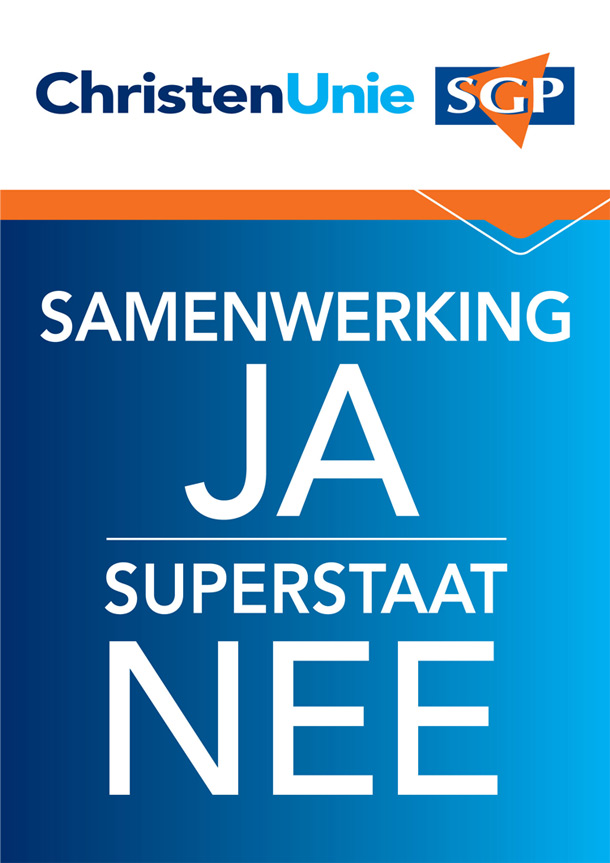
Affiche du SGP et de la CU lors des élections européennes de 2014 : Collaboration oui. Super-État non.

| Année | Voix  | Sièges | Rang | Groupe  |
| ----- | ----- | ------ | ---- | ------- |
| 1979  | 2,2 % | 0 / 25 | 5e   |         |
| 1984  | 5,2 % | 1 / 25 | 5e   | NI      |
| 1989  | 5,9 % | 1 / 25 | 6e   | NI      |
| 1994  | 7,8 % | 1 / 31 | 5e   | EN/I-EN |
| 1999  | 8,7 % | 1 / 31 | 5e   | EDD     |
| 2004  | 5,9 % | 1 / 27 | 7e   | IND/DEM |
| 2009  | 6,8 % | 1 / 25 | 8e   | ELD     |
| 2014  | 7,7 % | 1 / 26 | 7e   | CRE     |
| 2019  | 6,8 % | 1 / 29 | 7e   | CRE     |

### Élections municipales
Le SGP compte en 2007 cinq bourgmestres, 40 échevins et 256 conseillers municipaux dans 107 communes. Aux élections municipales de mars 2006, les listes communes SGP/ChristenUnie obtiennent plus de 50 % des voix dans quatre communes, les listes purement SGP dans six communes, toutes en province de Gueldre, où le SGP compte 3 élus sur les 53 du conseil provincial. Aux élections provinciales de mars 2007, le SGP a obtenu 13 sièges sur 564. Outre celles gérées par lui seul ou avec ChristenUnie, le SGP participe à des coalitions avec les sociaux-démocrates et/ou les libéraux dans certaines municipalités, y imposant par exemple le maintien de la fermeture des commerces le dimanche.